# Morti nel 1945/Gennaio
| Questa pagina contiene informazioni ricavate automaticamente dalle voci biografiche con l'ausilio del template Bio e di un bot. L'aggiornamento è periodico e automatico e ricostruisce completamente la pagina. Se manca una persona in questa lista, sei pregato di non aggiungerla, ma accertati piuttosto che la sua voce biografica contenga il template Bio e che i dati anagrafici siano correttamente compilati. Se il template Bio manca, inseriscilo tu stesso o, in alternativa, metti l'avviso {{tmp\|Bio}} che ne segnala la mancanza. Se i dati riportati sono sbagliati, correggi direttamente la voce biografica; le modifiche saranno visibili in questa lista entro pochi giorni. Per chiarimenti vedi il progetto biografie. La lista contiene solo le 171 persone che sono citate nell'enciclopedia e per le quali è stato implementato correttamente il template Bio. Pagina aggiornata al 18 giu 2025. |

- 1º gennaio - Georges Bruhat, fisico francese (n. 1887)
- 1º gennaio - Fritz Brupbacher, medico e scrittore svizzero (n. 1874)
- 1º gennaio - Hermann Buse, ciclista su strada tedesco (n. 1907)
- 1º gennaio - Guido Cantini, commediografo e scrittore italiano (n. 1889)
- 1º gennaio - Armando Gill, cantautore e attore italiano (n. 1877)
- 1º gennaio - Manlio Longon, partigiano e dirigente d'azienda italiano (n. 1911)
- 1º gennaio - Leonhard von Möllendorff, militare tedesco (n. 1918)
- 2 gennaio - Ermanno Gabetta, partigiano e militare italiano (n. 1912)
- 2 gennaio - Sven-Olof Jonsson, ginnasta svedese (n. 1893)
- 2 gennaio - Otello Leiss, pittore e cartografo tedesco (n. 1882)
- 2 gennaio - Bertram Ramsay, ammiraglio britannico (n. 1883)
- 3 gennaio - Fëdor Stepanovič Akimenko, musicista ucraino (n. 1876)
- 3 gennaio - Jesús Bermúdez, calciatore boliviano (n. 1902)
- 3 gennaio - Giuseppe Casini, partigiano italiano (n. 1920)
- 3 gennaio - Edgar Cayce, sensitivo statunitense (n. 1877)
- 3 gennaio - Albert Lejeune, giornalista e editore francese (n. 1885)
- 3 gennaio - Lone Maslocha, fotografa danese (n. 1921)
- 3 gennaio - Ferdynand Ossendowski, scrittore, giornalista e esploratore polacco (n. 1876)
- 3 gennaio - Erwin Zeidler, generale austro-ungarico (n. 1865)
- 4 gennaio - Béatrice de Camondo, cavallerizza francese (n. 1894)
- 4 gennaio - Cornelis Chardon, avvocato olandese (n. 1919)
- 4 gennaio - Annie Esmond, attrice britannica (n. 1873)
- 4 gennaio - Harold Fraser, golfista statunitense (n. 1872)
- 4 gennaio - Ricardo Jiménez Oreamuno, avvocato e politico costaricano (n. 1859)
- 4 gennaio - Anders Larsson, lottatore svedese (n. 1892)
- 4 gennaio - Carlo Lorenzetti, scultore italiano (n. 1858)
- 4 gennaio - Jiří Reitman, pallanuotista cecoslovacco (n. 1905)
- 5 gennaio - Hans Christiansen, pittore e artigiano tedesco (n. 1866)
- 5 gennaio - Ala Gertner, polacca (n. 1912)
- 5 gennaio - Raffaello Giolli, critico d'arte e giornalista italiano (n. 1889)
- 5 gennaio - Julius Leber, politico tedesco (n. 1891)
- 5 gennaio - Dezső Szabó, scrittore ungherese (n. 1879)
- 6 gennaio - Luciano Albertini, attore, regista e produttore cinematografico italiano (n. 1882)
- 6 gennaio - Edith Frank, tedesca (n. 1900)
- 6 gennaio - Josefa Llanes Escoda, attivista filippina (n. 1898)
- 6 gennaio - Herbert Lumsden, generale britannico (n. 1897)
- 6 gennaio - Roza Robota, partigiana polacca (n. 1921)
- 6 gennaio - Regina Safirsztajn, partigiana polacca (n. 1915)
- 6 gennaio - Vladimir Ivanovič Vernadskij, mineralogista russo (n. 1863)
- 6 gennaio - Ester Wajcblum, partigiana polacca (n. 1924)
- 7 gennaio - Enrico Catellani, giurista italiano (n. 1856)
- 7 gennaio - Pavel Fantl, medico ceco (n. 1903)
- 7 gennaio - Pietro Inzani, militare e partigiano italiano (n. 1914)
- 7 gennaio - Thomas McGuire, militare e aviatore statunitense (n. 1920)
- 7 gennaio - Ugo Sani, generale italiano (n. 1865)
- 7 gennaio - Ranieri di Sassonia-Coburgo-Koháry, ungherese (n. 1900)
- 8 gennaio - Nino Savarese, scrittore italiano (n. 1882)
- 9 gennaio - Paul Chack, scrittore francese (n. 1876)
- 9 gennaio - Luigi Cortile, militare e partigiano italiano (n. 1898)
- 9 gennaio - Sebastiano Gallina, generale italiano (n. 1873)
- 9 gennaio - William Grenfell, schermidore britannico (n. 1855)
- 9 gennaio - Karolina Juszczykowska, polacca (n. 1898)
- 9 gennaio - Kurt Oleska, cestista tedesco (n. 1914)
- 9 gennaio - Otello Pighin, ingegnere e partigiano italiano (n. 1912)
- 9 gennaio - Amelio Tassoni, partigiano italiano (n. 1914)
- 9 gennaio - Jüri Uluots, politico e avvocato estone (n. 1890)
- 9 gennaio - József Újvári, calciatore ungherese (n. 1904)
- 10 gennaio - Rudolf Borchardt, scrittore tedesco (n. 1877)
- 10 gennaio - Edward Fielding, attore statunitense (n. 1875)
- 10 gennaio - Josef Fitzthum, generale austriaco (n. 1896)
- 10 gennaio - Pēteris Juraševskis, politico lettone (n. 1872)
- 10 gennaio - Robert Tuttle Morris, chirurgo statunitense (n. 1857)
- 10 gennaio - Giuseppe Verginella, partigiano italiano (n. 1908)
- 10 gennaio - August Vermeylen, scrittore belga (n. 1872)
- 11 gennaio - Aldo Dall'Aglio, partigiano italiano (n. 1919)
- 11 gennaio - Ada Negri, poetessa, scrittrice e insegnante italiana (n. 1870)
- 12 gennaio - Eric George Bailey, poliziotto australiano (n. 1906)
- 12 gennaio - Thomas Barlow, medico inglese (n. 1845)
- 12 gennaio - Dino Carta, partigiano italiano (n. 1924)
- 12 gennaio - Theodor Kroyer, docente e musicologo tedesco (n. 1873)
- 12 gennaio - Giorgio Nobili, militare e politico italiano (n. 1863)
- 12 gennaio - Paolo Salvi, ginnasta italiano (n. 1891)
- 12 gennaio - Gertrud Seele, infermiera tedesca (n. 1917)
- 13 gennaio - Nikolaj Denisov, calciatore russo (n. 1896)
- 13 gennaio - Ferdinand Kiefler, pallamanista austriaco (n. 1913)
- 13 gennaio - Angelo Zanti, attivista e partigiano italiano (n. 1896)
- 14 gennaio - Gustav Cassel, economista svedese (n. 1866)
- 14 gennaio - Attilio Firpo, partigiano italiano (n. 1916)
- 14 gennaio - Umberto Martina, pittore italiano (n. 1880)
- 14 gennaio - Toon Oprinsen, calciatore olandese (n. 1910)
- 14 gennaio - Heinrich Schroth, attore tedesco (n. 1871)
- 14 gennaio - Arthur Wynne, enigmista britannico (n. 1871)
- 15 gennaio - Luigi Cicconetti, militare e politico italiano (n. 1868)
- 15 gennaio - Luigi Ercoli, partigiano italiano (n. 1919)
- 15 gennaio - Max Guedj, militare e aviatore francese (n. 1913)
- 15 gennaio - Kornél Havasi, scacchista ungherese (n. 1892)
- 15 gennaio - Antonio Olearo, partigiano e operaio italiano (n. 1921)
- 15 gennaio - Attilio Rizzo, partigiano italiano (n. 1891)
- 15 gennaio - Wilhelm Wirtinger, matematico austriaco (n. 1865)
- 16 gennaio - Giuseppe Albano, partigiano italiano (n. 1926)
- 16 gennaio - Gilbert Patten, scrittore statunitense (n. 1866)
- 17 gennaio - Édouard Bourdet, drammaturgo e giornalista francese (n. 1887)
- 17 gennaio - Malcolm McEachern, cantante australiano (n. 1883)
- 17 gennaio - Teresio Olivelli, partigiano italiano (n. 1916)
- 17 gennaio - Costantino Salvi, generale italiano (n. 1886)
- 17 gennaio - Giacomo Spada, partigiano italiano (n. 1908)
- 18 gennaio - Heinrich Otto Wilhelm Bürger, zoologo tedesco (n. 1865)
- 18 gennaio - Giuseppe De Rossi, scrittore e giornalista italiano (n. 1861)
- 18 gennaio - Joakim Rakovac, antifascista e partigiano croato (n. 1914)
- 19 gennaio - Ernest Allo, religioso e presbitero francese (n. 1873)
- 19 gennaio - Petar Bojović, generale serbo (n. 1858)
- 19 gennaio - Marie-Berthe de Rohan, nobile boema (n. 1868)
- 20 gennaio - Armando Borgioli, baritono italiano (n. 1898)
- 20 gennaio - Mario Grisendi, partigiano italiano (n. 1919)
- 20 gennaio - Jane Horney, agente segreto svedese (n. 1918)
- 20 gennaio - Richard Malik, calciatore tedesco (n. 1909)
- 20 gennaio - Federico Pedrocchi, fumettista italiano (n. 1907)
- 20 gennaio - Antonino Siligato, militare e partigiano italiano (n. 1920)
- 21 gennaio - Livia Bianchi, partigiana italiana (n. 1919)
- 21 gennaio - Attilio Conti, sindacalista e anarchico italiano (n. 1880)
- 21 gennaio - Adrian von Fölkersam, militare tedesco (n. 1914)
- 21 gennaio - Lucien-Leon Guillaume Lambert, pianista, compositore e arrangiatore francese (n. 1858)
- 21 gennaio - Angelina Milazzo, militare italiana (n. 1922)
- 21 gennaio - Archibald Murray, generale britannico (n. 1860)
- 21 gennaio - Victor Perez, pugile tunisino (n. 1911)
- 21 gennaio - Karel Poláček, scrittore ceco (n. 1892)
- 22 gennaio - Adam Grünewald, ufficiale tedesco (n. 1902)
- 22 gennaio - Else Lasker-Schüler, poetessa tedesca (n. 1869)
- 22 gennaio - Antonio Migliaccio, presbitero italiano (n. 1854)
- 22 gennaio - Arthur Symons, poeta e critico letterario britannico (n. 1865)
- 22 gennaio - Vittorio Italico Zupelli, generale e politico italiano (n. 1859)
- 23 gennaio - Maurice Balasse, militare e aviatore belga (n. 1916)
- 23 gennaio - Orazio Barbero, partigiano italiano (n. 1925)
- 23 gennaio - Eugen Bolz, politico tedesco (n. 1881)
- 23 gennaio - Helmuth James Graf von Moltke, giurista e avvocato tedesco (n. 1907)
- 23 gennaio - Pietro Ferreira, partigiano italiano (n. 1921)
- 23 gennaio - Gian Evangelista Gobio, partigiano e militare italiano (n. 1911)
- 23 gennaio - Nikolaus Gross, giornalista tedesco (n. 1898)
- 23 gennaio - Erwin Planck, politico tedesco (n. 1893)
- 23 gennaio - Hermann Recknagel, militare tedesco (n. 1892)
- 24 gennaio - Clara Archivolti Cavalieri, filantropa italiana (n. 1852)
- 24 gennaio - Azi Agadovič Aslanov, militare sovietico (n. 1910)
- 24 gennaio - Angelo Meloni, fantino italiano (n. 1880)
- 24 gennaio - Henry Michaud, aviatore e generale francese (n. 1875)
- 24 gennaio - Bruno Tuscano, partigiano italiano (n. 1920)
- 25 gennaio - Roberto Berthoud, partigiano italiano (n. 1905)
- 25 gennaio - Felice Boghen, compositore, pianista e musicologo italiano (n. 1869)
- 25 gennaio - Louis-Joseph Grélet, presbitero e micologo francese (n. 1870)
- 26 gennaio - Domenico Bondi, carabiniere e partigiano italiano (n. 1908)
- 26 gennaio - Alfredo Carpaneto, militare austriaco (n. 1915)
- 26 gennaio - Ma Lin, generale e politico cinese (n. 1873)
- 26 gennaio - Yvor Winters, poeta e critico letterario statunitense (n. 1900)
- 27 gennaio - Berto Barbarani, poeta italiano (n. 1872)
- 27 gennaio - Giorgio Bartolomasi, partigiano italiano (n. 1924)
- 27 gennaio - Febo Borromeo d'Adda, politico italiano (n. 1871)
- 27 gennaio - Ludvigs Putniņš, calciatore lettone (n. 1920)
- 27 gennaio - Antal Szerb, scrittore e critico letterario ungherese (n. 1901)
- 27 gennaio - Teodoro Wolf Ferrari, pittore italiano (n. 1878)
- 28 gennaio - Giuseppe Andreoli, generale italiano (n. 1892)
- 28 gennaio - Francesco Antonio Arena, generale italiano (n. 1889)
- 28 gennaio - Emanuele Balbo Bertone di Sambuy, generale italiano (n. 1886)
- 28 gennaio - Luigi Capè, imprenditore italiano
- 28 gennaio - Salvatore Corrias, militare e partigiano italiano (n. 1909)
- 28 gennaio - Ugo Ferrero, generale italiano (n. 1892)
- 28 gennaio - Roza Šanina, militare sovietica (n. 1924)
- 28 gennaio - Carlo Spatocco, generale italiano (n. 1883)
- 28 gennaio - Alberto Trionfi, generale italiano (n. 1892)
- 28 gennaio - Alessandro Vaccaneo, generale italiano (n. 1883)
- 29 gennaio - Giuseppe Baldi, calciatore italiano (n. 1905)
- 29 gennaio - Gustav Flatow, ginnasta tedesco (n. 1875)
- 29 gennaio - Edgardo Fogli, partigiano italiano (n. 1901)
- 29 gennaio - Andrea Schivo, poliziotto italiano (n. 1895)
- 30 gennaio - Kuno von Eltz-Rübenach, politico e militare tedesco (n. 1904)
- 30 gennaio - Gottlieb Haberlandt, botanico e biologo austro-ungarico (n. 1854)
- 30 gennaio - Gustav Krojer, calciatore austriaco (n. 1885)
- 31 gennaio - Arturo Balestrieri, marciatore, calciatore e dirigente sportivo italiano (n. 1874)
- 31 gennaio - Léon-Paul Classe, missionario e vescovo cattolico francese (n. 1874)
- 31 gennaio - Eduard Deisenhofer, generale tedesco (n. 1909)
- 31 gennaio - Luisa Levi, italiana (n. 1929)
- 31 gennaio - Bruno Pasino, militare e partigiano italiano (n. 1916)
- 31 gennaio - Eddie Slovik, militare statunitense (n. 1920)